# Opieka wojskowa
Opieka wojskowa (także Stare wiarusy, czyli Opieka wojskowa) – komedia Stanisława Bogusławskiego w trzech aktach. Prapremiera odbyła się warszawskim Teatrze Rozmaitości 28 stycznia 1848.

## Treść
Emilia, córka zmarłego pułkownika, żyje pod opieką trzech zdziwaczałych wojaków, starych przyjaciół jej ojca: Tęgosza, Krzykalskiego i Letkiewicza. Emilia zakochuje się w nowym sąsiedzie, modnisiu z wielkiego świata, Julianie Wydzierskim, któremu zależy jedynie na jej posagu. Wszyscy trzej opiekunowie dokładają starań, by nie dopuścić do tego małżeństwa. Tęgosz marzy o związku Emilii ze swym synem – Bronisławem, którego w tym celu ściąga z Warszawy. Wszystko kończy się dobrze, gdyż okazuje się, że Emilia tylko udawała uczucie do Juliana, chcą ukarać Bronisława za jego przedłużającą się nieobecność.

## Dzieje sceniczne
Po premierze warszawskiej sztukę wystawiano także w: Krakowie, Lwowie, Mińsku, Poznaniu, Lublinie, Bydgoszczy, Łodzi i Katowicach. W XX w. utwór był wystawiany m.in. w:
- Teatrze Praskim w Warszawie (1918, reż. Feliks Zbyszewski)[2]
- Teatrze Polskim w Poznaniu (1924, reż. Zygmunt Noskowski)[2]
- Teatrze Miejskim w Bydgoszczy (1927, reż. Władysław Stoma)[2]
- Teatrze Polskim Bielsko-Cieszyn (1946, reż. Stanisław Kwaskowski)[2]
- Teatrze Domu Żołnierza w Toruniu (1947)[3]